# (6449) Kudara
(6449) Kudara es un asteroide perteneciente al cinturón de asteroides descubierto el 7 de febrero de 1991 por Tsutomu Seki desde el Observatorio de Geisei, Geisei, Japón.

## Designación y nombre
Designado provisionalmente como 1991 CL1. Fue nombrado en memoria de Kyoyu Kudara (1894-1964), astrónomo japonés y sacerdote budista. Miembro del personal del Observatorio Astronómico de Tokio de 1917 a 1925, redescubrió el cometa 10P/Tempel en 1920 según su propia predicción, y volvió a observar este cometa en 1925. Posteriormente enseñó astronomía posicional y ciencia del calendario en la Universidad de Kioto. Uno de los cofundadores de la Asociación Astronómica Oriental, fue su presidente de 1959 a 1964.

## Características orbitales
Kudara está situado a una distancia media del Sol de 2,326 ua, pudiendo alejarse hasta 2,652 ua y acercarse hasta 1,999 ua. Su excentricidad es 0,141 y la inclinación orbital 2,458 grados. Emplea 1295,40 días en completar una órbita alrededor del Sol.

## Características físicas
La magnitud absoluta de Kudara es 14,38. Tiene 3,668 km de diámetro y su albedo se estima en 0,362. 